# Vela als Jocs Olímpics d'estiu de 1976
Als Jocs Olímpics d'Estiu de 1976 celebrats a la ciutat de Mont-real (Canadà) es disputaren sis proves de vela, realitzant-se dos proves masculines i quatre de mixtes. La competició se celebrà entre els dies 19 i 28 de juliol de 1976 al llac Ontario.
Hi participaren un total de 257 regatistes, entre ells una única dona, de 40 comitès nacionals diferents.

## Resum de medalles

### Categoria masculina
| Prova               | Or                           | Argent                                   | Bronze                        |
| Classe 470 Detalls  | RFAFrank Hübner · Harro Bode | EspanyaAntonio Gorostegui · Pedro Millet | AustràliaIan Brown · Ian Ruff |
| Classe Finn Detalls | Jochen Schümann              | Andrei Balashov                          | John Bertrand                 |

### Categoria mixta
| Prova                          | Or                                                        | Argent                                                      | Bronze                                               |
| Classe Flying Dutchman Detalls | RFAJörg Diesch · Eckart Diesch                            | Regne UnitRodney Pattisson · Julian Brooke-Houghton         | BrasilReinaldo Conrad · Peter Ficker                 |
| Classe Soling Detalls          | DinamarcaPoul Jensen · Valdemar Bandolowski · Erik Hansen | Estats UnitsWalter Glasgow · John Kolius · Richard Hoepfner | RDADieter Below · Michael Zachries · Olaf Engelhardt |
| Classe Tempest Detalls         | SuèciaJohn Albrechtson · Ingvar Hansson                   | Unió SovièticaValentyn Mankin · Vladislav Akimenko          | Estats UnitsDennis Conner · Conn Findlay             |
| Classe Tornado Detalls         | Regne UnitReginald White · John Osborn                    | Estats UnitsDavid McFaull · Michael Rothwell                | RFAJörg Spengler · Jörg Schmall                      |

## Medaller
| Posició | País           | Or | Argent | Bronze | Total |
| 1       | RFA            | 2  | 0      | 1      | 3     |
| 2       | Regne Unit     | 1  | 1      | 0      | 2     |
| 3       | RDA            | 1  | 0      | 1      | 2     |
| 4       | Dinamarca      | 1  | 0      | 0      | 1     |
| 4       | Suècia         | 1  | 0      | 0      | 1     |
| 6       | Estats Units   | 0  | 2      | 1      | 3     |
| 7       | Unió Soviètica | 0  | 2      | 0      | 2     |
| 8       | Espanya        | 0  | 1      | 0      | 1     |
| 9       | Austràlia      | 0  | 0      | 2      | 2     |
| 10      | Brasil         | 0  | 0      | 1      | 1     |